# Перфаль, Антон фон
Барон Антон Александр Альбрехт фон Перфаль (нем. Anton Alexander Albrecht Freiherr von Perfall; 11 декабря 1853, Ландсберг-на-Лехе, Бавария — 3 ноября 1912, Шлирзе) — немецкий писатель. Брат писателя Карла фон Перфаля, племянник композитора и антрепренёра Карла фон Перфаля; в 1877 году, познакомившись при посредстве дяди, женился на звезде мюнхенской театральной сцены Магде Иршик.
Изучал философию в Мюнхенском университете и естествознание в Политехнической школе. Автор множества очерков, повестей, рассказов и романов, из которых особой популярностью пользовались литературные произведения на тему охоты, описания пейзажей и путешествий по Баварии; Перфаль считался продолжателем литературной традиции таких авторов, как Франц фон Кобелль, Людвиг Штойб, Карл Штилер.